# Biatorbágy
Biatorbágy [biatorbáď] (německy Wiehall-Kleinturwall) je město v Maďarsku v župě Pest, spadající pod okres Budakeszi. Je jedním z předměstí metropole Budapešti. Vzniklo v roce 1966 spojením dvou obcí Bia a Torbágy. Nachází se asi 20 km západně od Budapešti. Žije zde přibližně 15 tisíc obyvatel, z nichž jsou 87,7 % Maďaři.
Biatorbágy sousedí s městy Bicske, Budakeszi, Budaörs, Törökbálint a Zsámbék a obcí Etyek.

## Historie
První připomínka existence vesnice Bia pochází z roku 1192. Během turecké okupace Uher bylo sídlo zcela opuštěné.
V roce 1931 se město proslavilo bombovým útokem, který zrealizoval Sylvester Matuska na místním železničním viaduktu. Viadukt je jedním ze symbolů města, ačkoliv v 21. století již místní železniční trať vede jinudy a stavba je zachována pouze jako památka. Trať nyní vede severovýchodně od města, v obdobném gardu také směřuje dálnice M1 z Vídně do Budapešti.
Do druhé světové války žily v Biatorbágy také Němci, poté byli odsunuti. Kolonizovali tuto oblast v 18. století. Dnes je město známé především díky logistickým areálům, které se nacházejí poblíž dálnice v jeho blízkosti. Vlivem suburbanizace dochází od 90. let 20. století k dramatickému nárůstu počtu obyvatel. Zatímco v roce 1990 zde žilo okolo sedmi tisíc lidí, v roce 2019 to bylo již třináct tisíc.

## Pamětihodnosti
Ve městě stojí Sándor-Metternichův zámek.